# Molinillo (ustensile de cuisine)

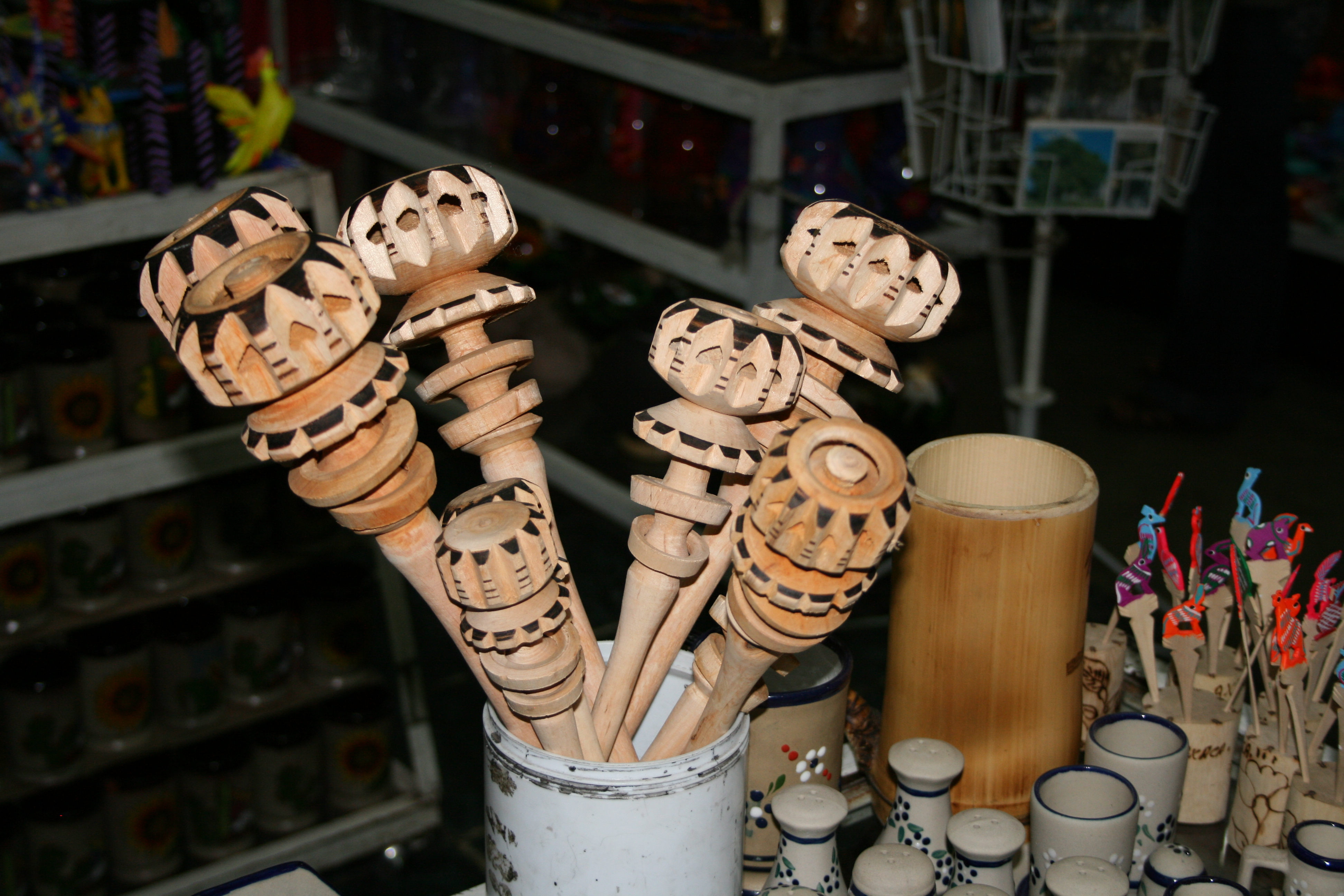
Molinillos en vente sur un marché de Oaxaca.

Le molinillo est un ustensile de cuisine mexicain traditionnel fait de bois tourné et utilisé comme fouet. Il est principalement utilisé pour la préparation de boissons chaudes telles que le chocolat, l'atole et le champurrado. Il a été décrit qu'autrefois on avait l'habitude de créer la mousse du chocolat chaud en vidant le contenu d'un récipient à un autre à plusieurs reprises, jusqu'à ce que, vers 1700, les Espagnols qui habitaient la Nouvelle-Espagne inventent le molinillo.

## Caractéristiques et fabrication

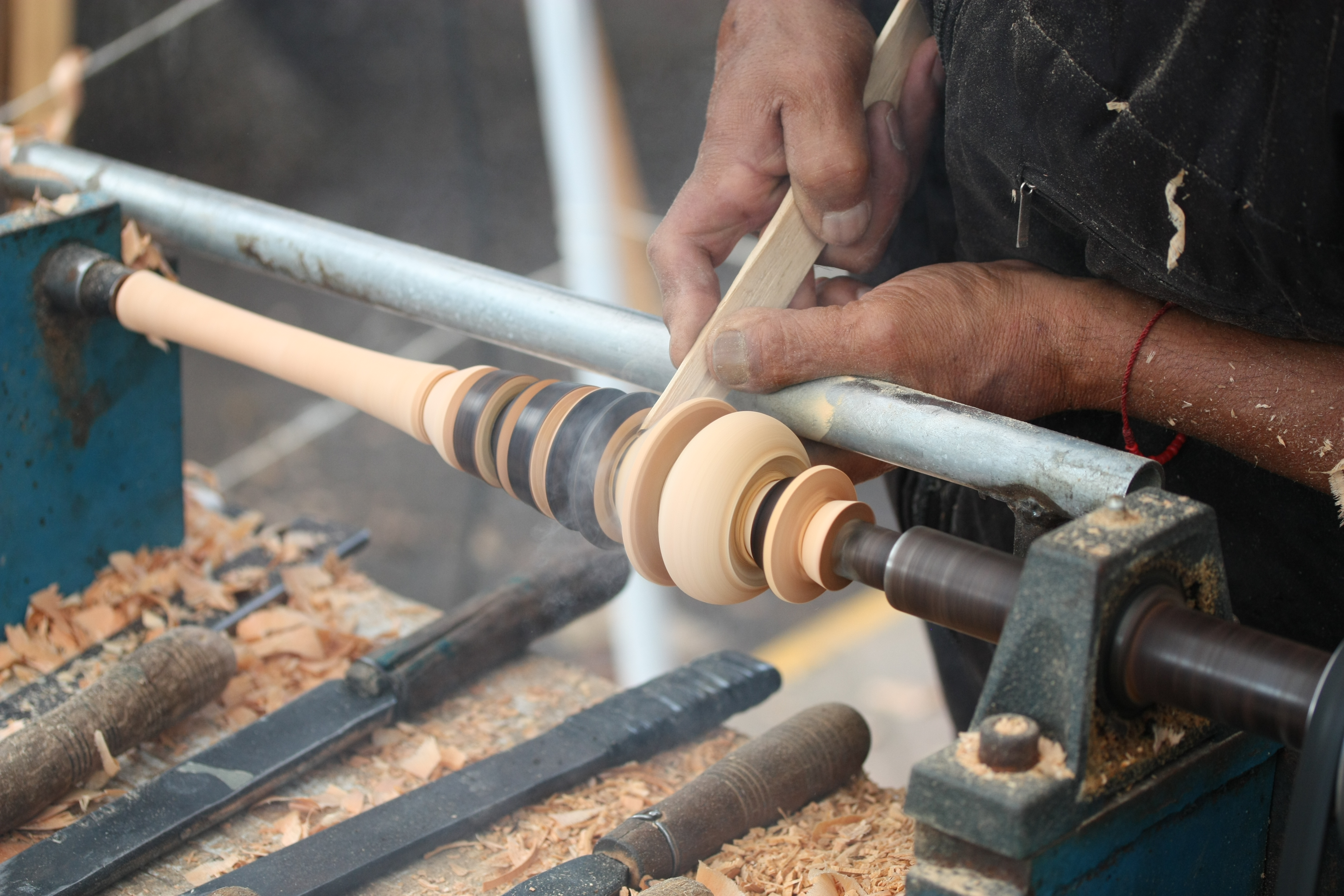
Détail du processus d'élaboration d'un molinillo au tour.

Le molinillo est un fouet qui est utilisé spécialement pour préparer le chocolat chaud et d'autres boissons comme le champurrado et l'atole, sa fonction principale est de dissoudre le chocolat et produire de la mousse. Le manche de l'ustensile est tenu entre les paumes des mains et est tourné en frottant une paume contre l'autre, cette rotation constante crée la mousse dans la boisson.
Il est fabriqué en bois à l'aide d'un tour, mais il est aussi fait à la main. Elle se caractérise par la présence de plusieurs anneaux, qui ont un mouvement, en plus d'une sorte d'encoches. Il est généralement fait d'une seule pièce de bois et, dans le cadre du processus final, est décoré. Au Mexique, ils sont fabriqués dans de nombreux États, mais principalement au Michoacán, dans l'État de Mexico, à Oaxaca et à Puebla.

## Histoire
Esteban de Terreros y Pando définit le molinillo comme : « bâton tournant avec ses travaux et ses trous pour battre le chocolat », dans son dictionnaire publié en 1787. Il est décrit qu'il a été inventé par les Espagnols qui ont vécu en Nouvelle-Espagne vers l'an 1700 et qu'auparavant il était d'usage de créer la mousse de chocolat chaud en vidant le contenu d'un contenant à l'autre à plusieurs reprises. Cependant, il existe des antécédents d'instruments similaires utilisés par les indigènes avant la Conquête du Mexique comme les « chicoli » ou les « aneloloni », terme nahuatl que Alonso de Molina définit déjà en 1571, comme : « instrument pour bercer le cacao quand on le fait ». Ce qui est un fait, c'est qu'il a atteint l'Europe et le reste du monde à partir du Mexique,.

## Culture populaire
Un molinillo en argent datant du Mexique préhispanique est la propriété du protagoniste du roman « The Discovery of Chocolate » de James Runcie (en) et est souvent utilisé par lui.
Le cuisinier de télévision Alton Brown a utilisé un molinillo pour préparer du chocolat chaud dans l'épisode 509 de son émission culinaire Good Eats.